# Oldsmobile Cutlass Supreme
Oldsmobile Cutlass Supreme – samochód osobowy klasy wyższej produkowany pod amerykańską marką Oldsmobile w latach 1965  – 1997.

## Pierwsza generacja

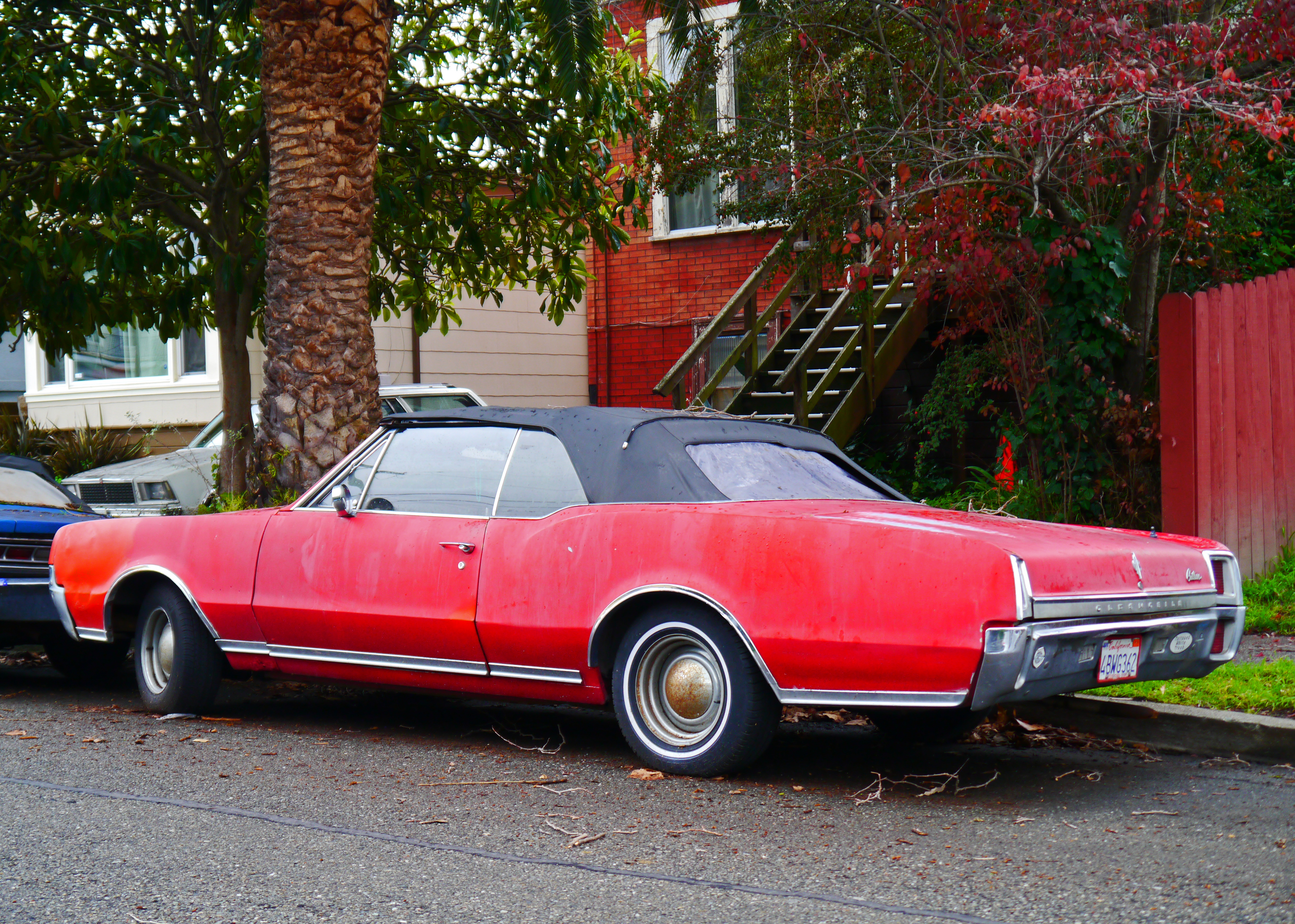
Oldsmobile Cutlass Supreme I - tył

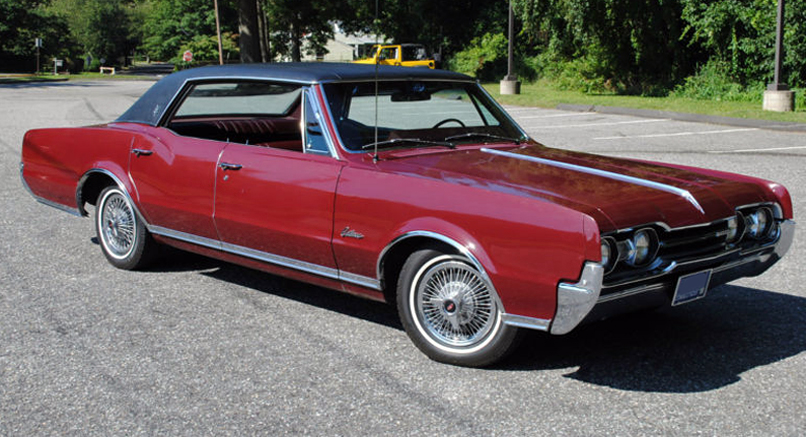
Oldsmobile Cutlass Supreme I Sedan

Oldsmobile Cutlass Supreme I został zaprezentowany po raz pierwszy w 1965 roku.
W połowie lat 60. XX wieku w ramach budowy obszernej ofery wyższej klasy modeli, Oldsmobile zdecydowało się wprowadzić do sprzedaży w 1965 model Cutlass Supreme. Jako droższa i lepiej wyposażona odmiana dla modelu Cutlass.
Podobnie jak on, samochód wyróżniał się masywną, kanciastą sylwetką z podłużną tylną część nadwozia, a także liczne przetłoczenia karoserii i charakterytyczne, reflektory z podwójnymi kloszami. Nadwozie zdobiły też liczne chromowane ozdobniki.

### Silnik
- V8 5.4l 230 KM

## Druga generacja

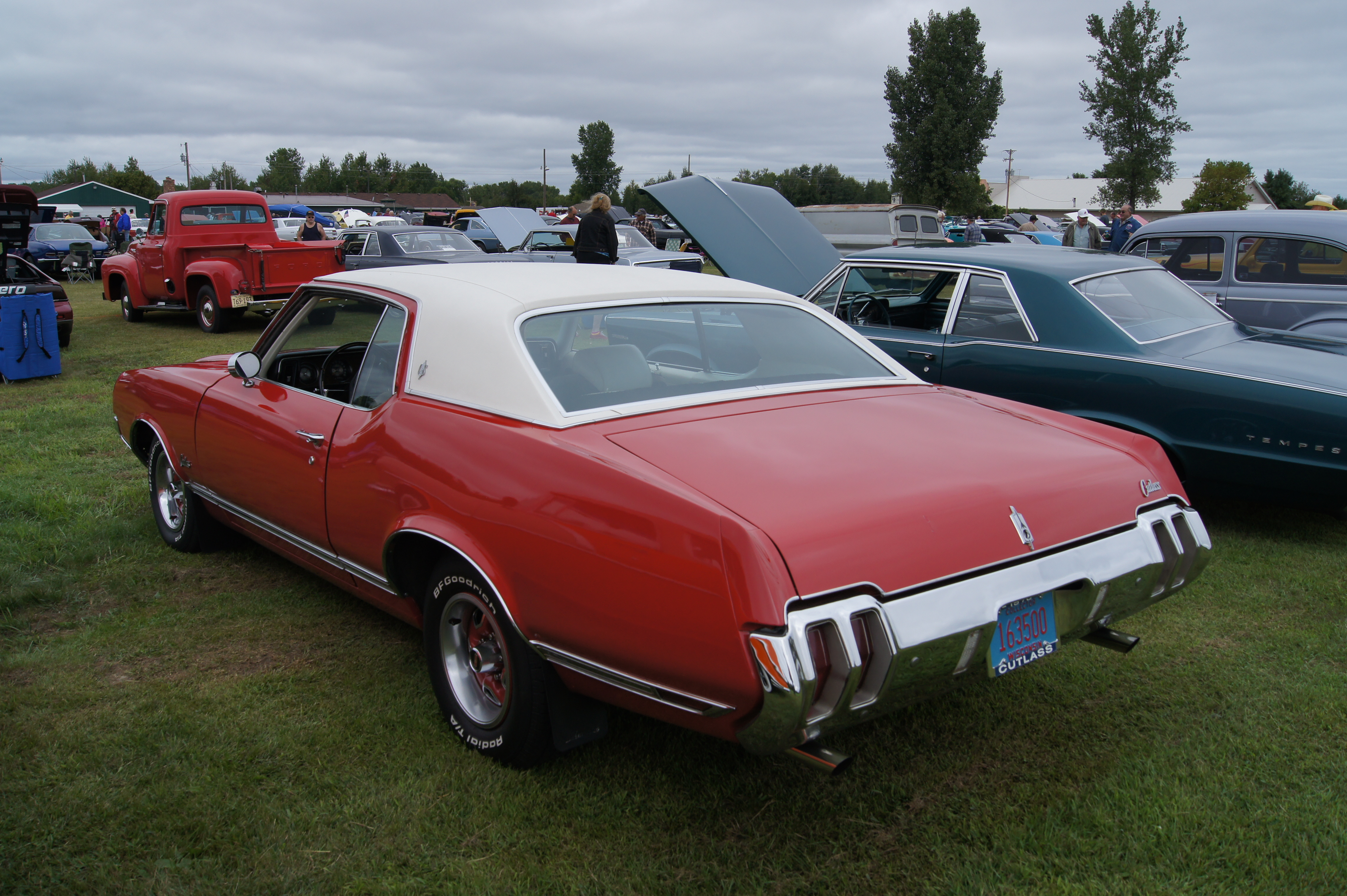
Oldsmobile Cutlass Supreme II - tył

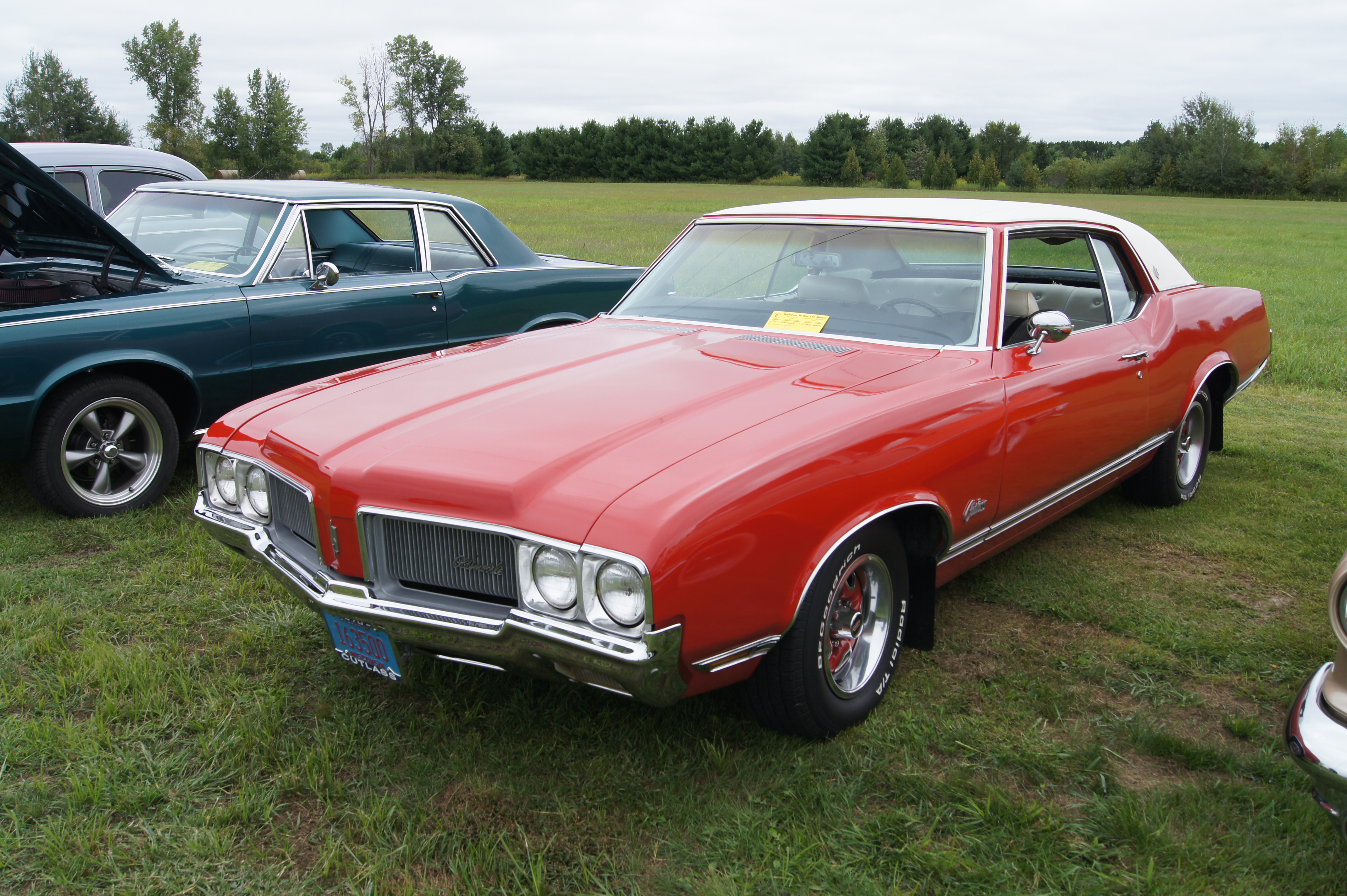
Oldsmobile Cutlass Supreme II po liftingu

Oldsmobile Cutlass Supreme II został zaprezentowany po raz pierwszy w 1967 roku.
Wzorem bliźniaczego Cutlass, druga generacja Oldsmobile Cutlass Supreme powstała na zmodernizowanej platformie A-body i zyskał bardziej obłe proporcje nadwozia.
Z przodu pojawiły się szeroko rozstawione reflektory z podwójnymi kloszami i wąska, chromowana atrapa chłodnicy, z kolei tył miał charakterystyczny, szpiczasty kształt. W ramach pozycjonowania w ofercie wyżej, samochód zyskał więcej chromowanych akcentów na nadwoziu.

### Restylizacje
Wzorem pozostałych pojazdów z linii Cutlass, także i Cutlass Supreme drugiej generacji przeszedł podczas cyklu produkcyjnego kilka restylizacji. Największa przypadła na 1970 rok, kiedy to zmienił się wygląd zarówno pasa przedniego, jak i tylnej części nadwozia.

### Silniki
- V8 5.4l
- V8 5.7l

## Trzecia generacja

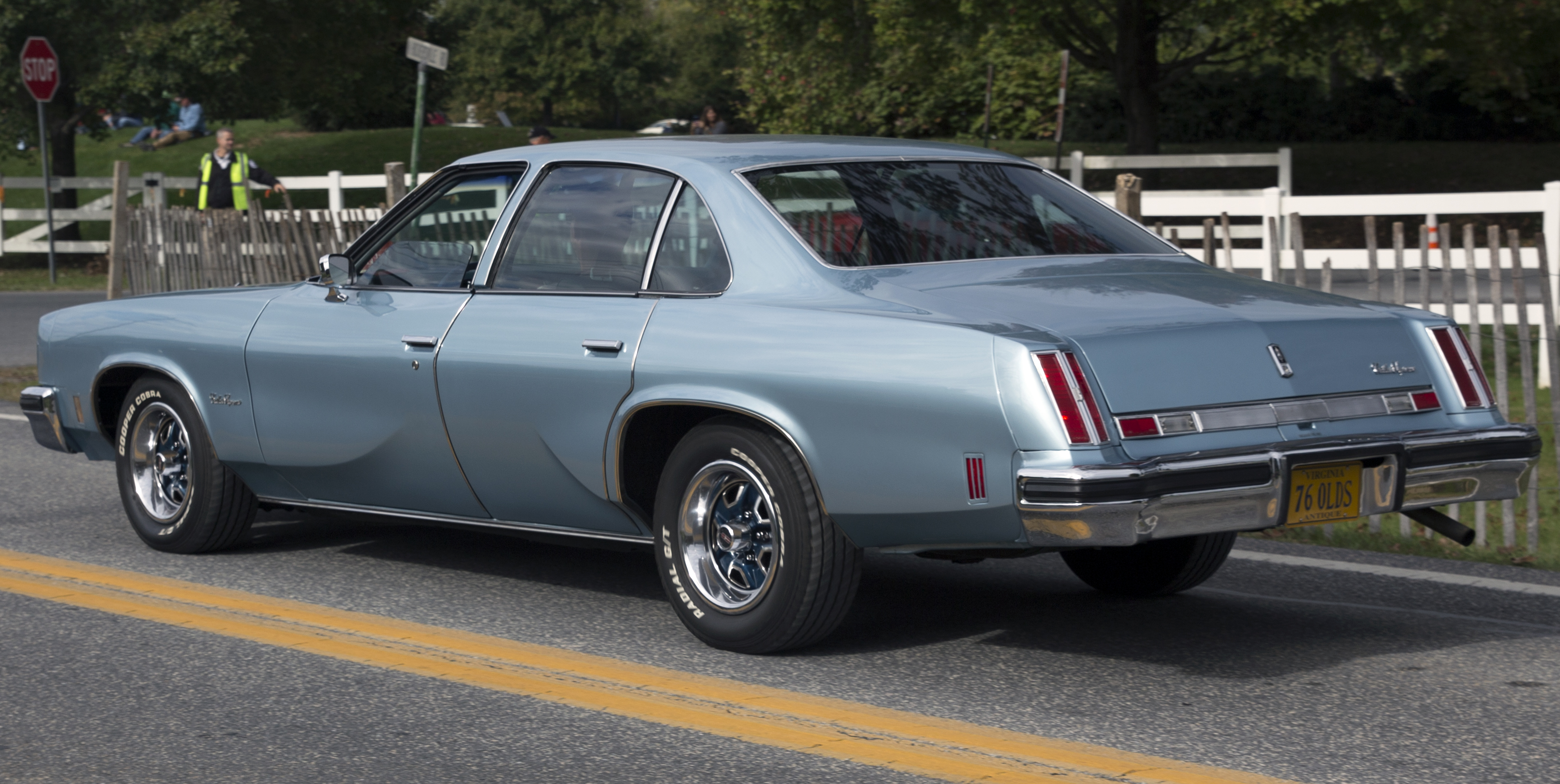
Oldsmobile Cutlass Supreme III Sedan - tył

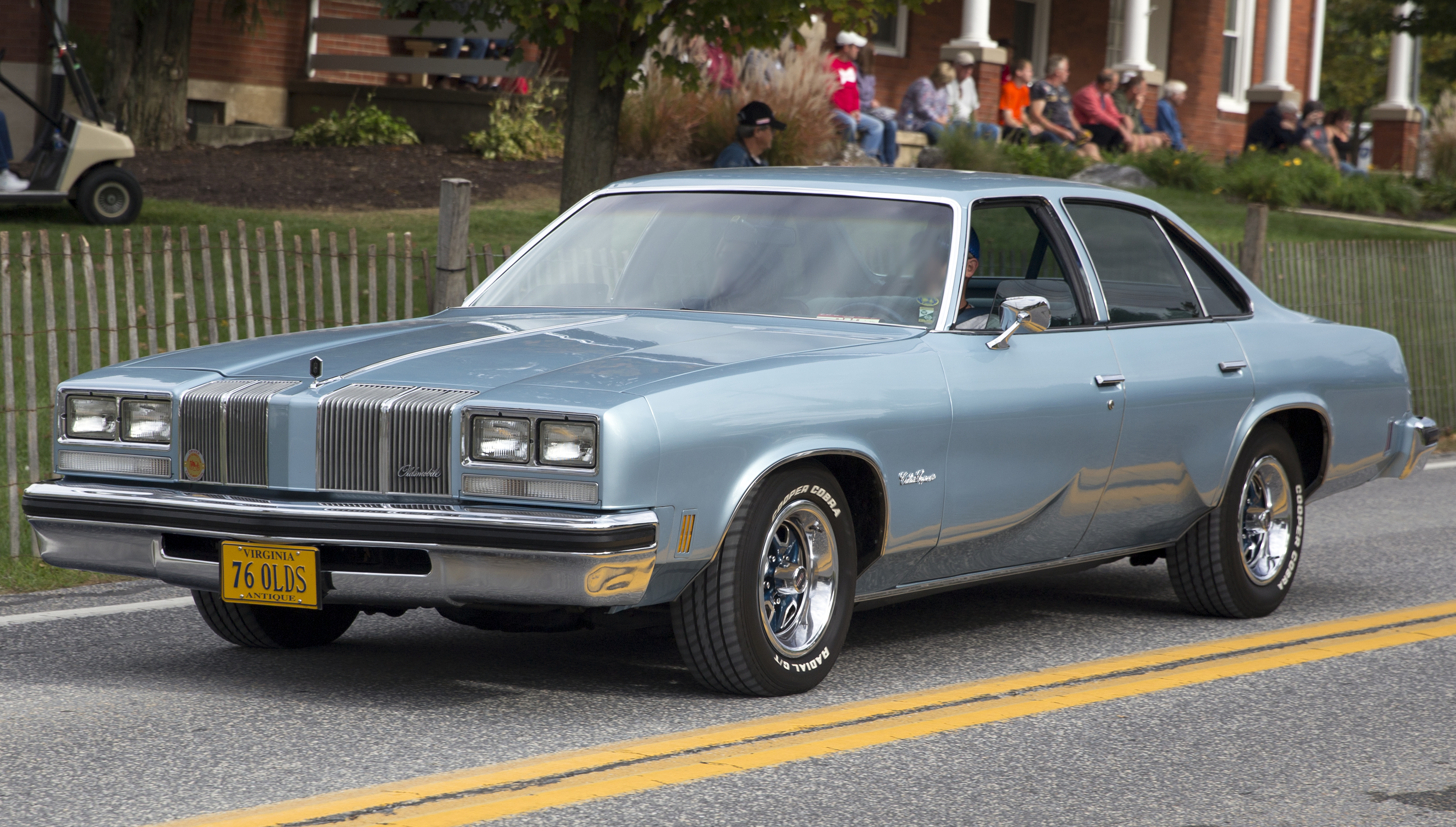
Oldsmobile Cutlass Supreme III Sedan po liftingu

Oldsmobile Cutlass Supreme III został zaprezentowany po raz pierwszy w 1973 roku.
Podobnie jak w przypadku poprzednika, trzecia odsłona Cutlassa Supreme zadebiutowała równolegle z nową generacją rodziny modelowej Cutlass, ponownie pełniąc funkcję najbardziej luksusowego i topowego wariantu. Poza liczniejszymi chromowanymi akcentami, pojawił się inny wygląd atrapy chłodnicy i charakterystyczne, szprychowe alufelgi.

### Lifting
1977 rok przyniósł obszerną restylizację Oldsmobile Cutlass Supreme, w ramach której zmienił się głównie wygląd pasa przedniego. Samochód zyskał bardziej kanciasto zarysowane błotniki i nowy kształt reflektorów, które tym razem składały się z reflektorów o prostokątnej formie.

### Silniki
- L6 4.1l
- V6 3.8l
- V8 4.3l
- V8 5.7l
- V8 6.6l
- V8 7.5l

## Czwarta generacja

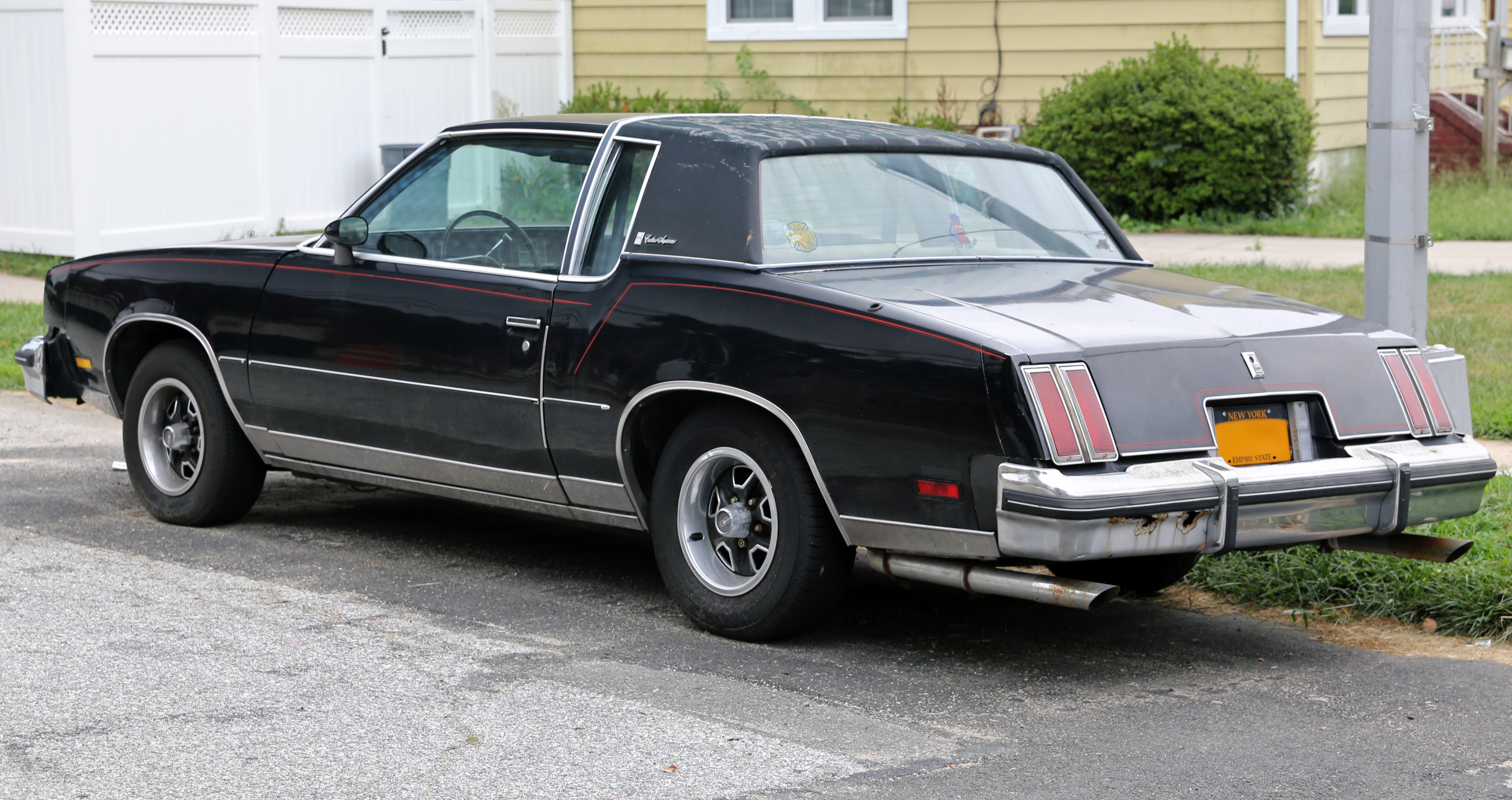
Oldsmobile Cutlass Supreme IV - tył

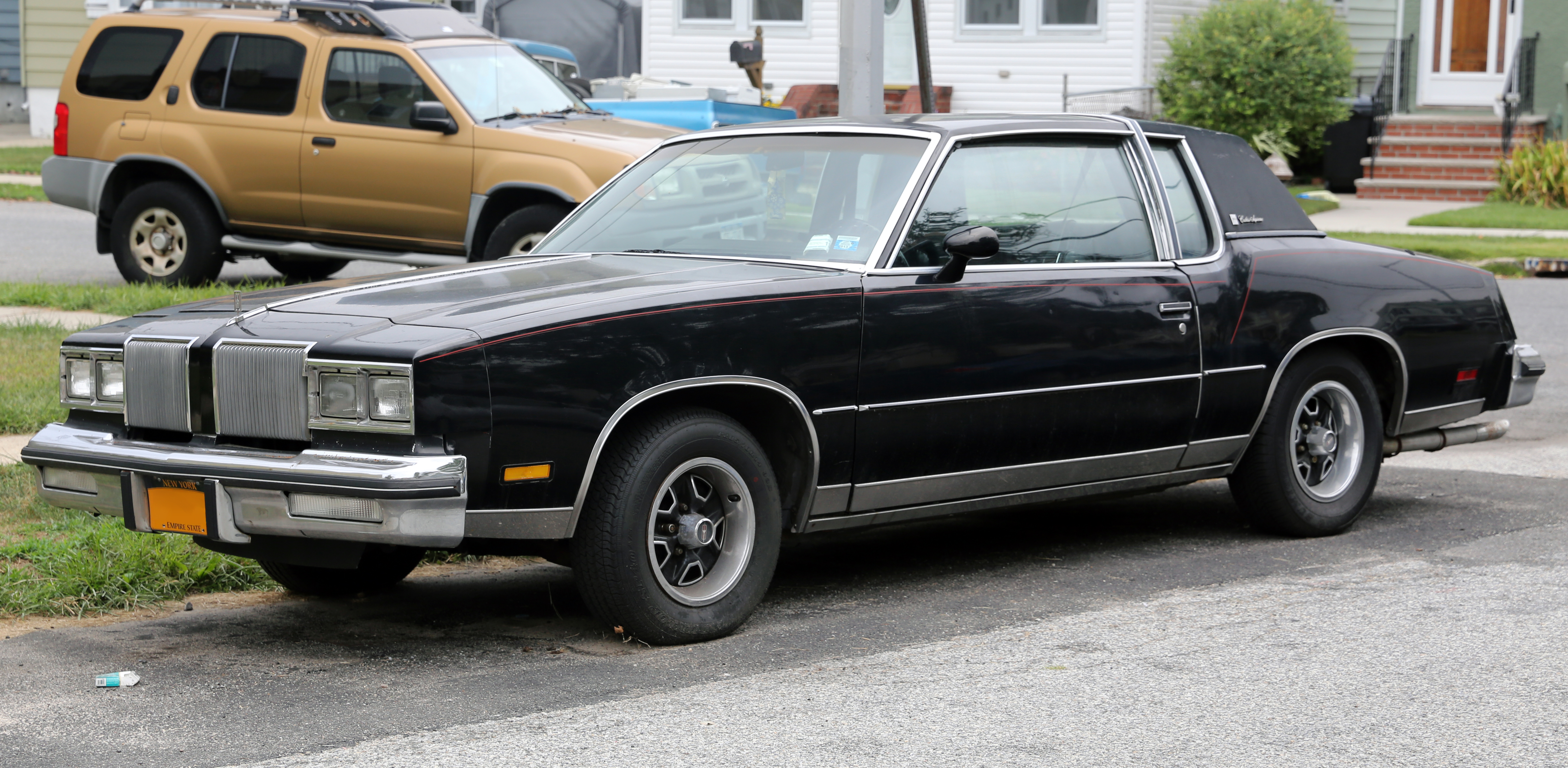
Oldsmobile Cutlass Supreme IV po liftingu

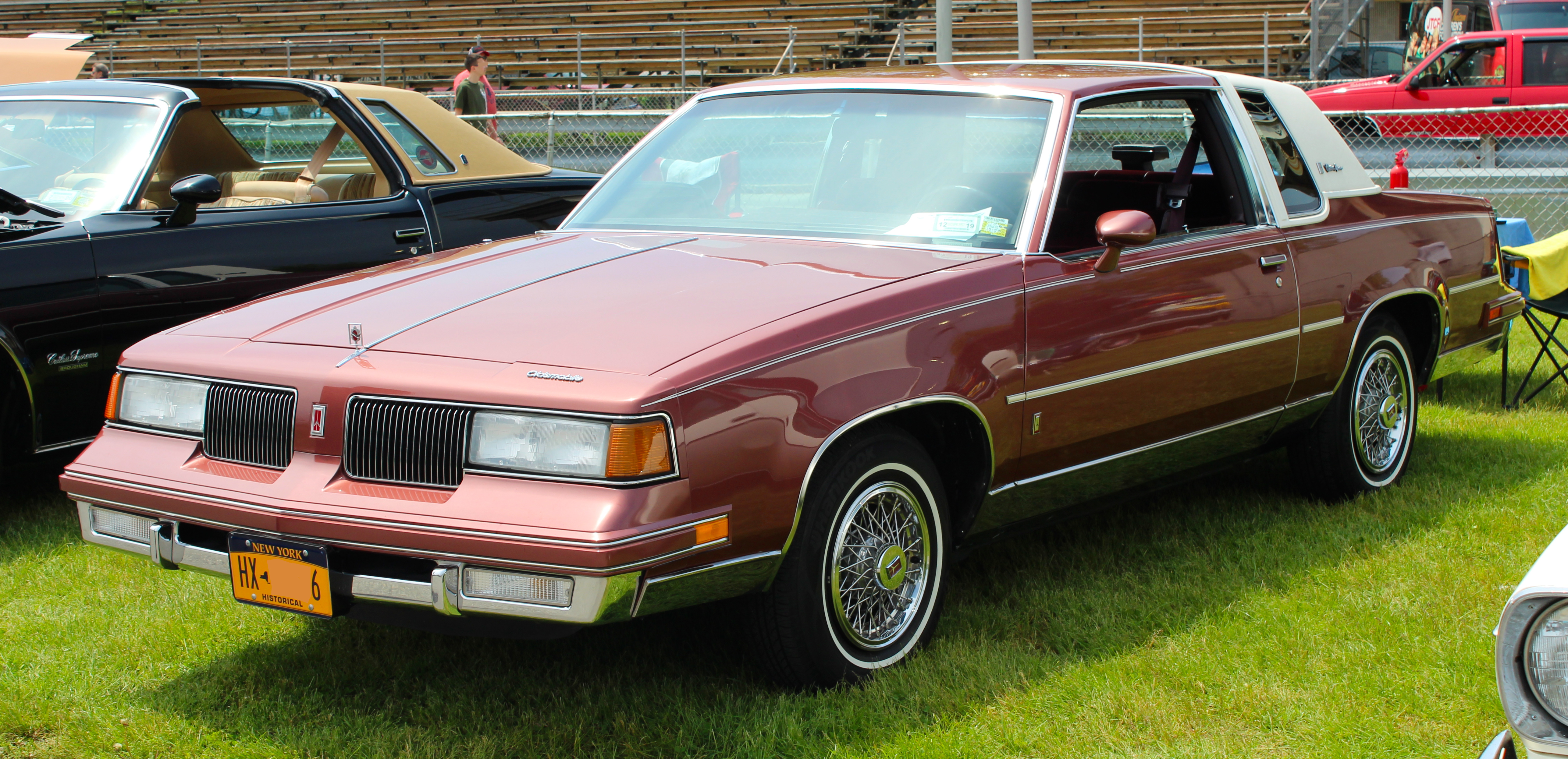
Oldsmobile Cutlass Supreme IV po drugim liftingu

Oldsmobile Cutlass Supreme IV został zaprezentowany po raz pierwszy w 1978 roku.
Czwarta generacja Cutlassa Supreme była jednocześnie ostatnią, która powstała w ramach rodziny modeli Cutlass opartej na platformie A-body.
Podobnie jak pozostałe pojazdy z tej gamy, samochód utrzymano w kanciastych proporcjach z kwadratowymi reflektorami i chromowaną, dwuczęściową atrapą chłodnicy. Charakterystycznym rozwiązaniem stał się tzw. vinyl roof, czyli skórzane obicie dachu oraz słupków.

### Restylizacje
Podczas trwającej 10 lat produkcji Oldsmobile Cutlass Supreme czwartej generacji, samochód przeszedł dwie rozległe modernizacje. W ramach pierwszej, przeprowadzonej w 1980 roku, samochód zyskał inny wygląd pasa przedniego i dwuczęściowe, kanciaste klosze i inny kształt tylnych lamp, które przyjęły formę pojedynczych kloszy.
Druga restylizacja z 1985 roku przyniosła znacznie obszerniejsze zmiany wizualne. Pojawił się nowy wygląd przedniej części nadwozia z wąskimi, prostokątnymi reflektorami, a także inny kształt lamp tylnych składających się z podwójnych pasów.

### Silniki
- V6 3.8l Buick
- V8 4.3l Oldsmobile
- V8 4.9l Pontiac
- V8 5.0l Chevrolet
- V8 4.3l LF7 Diesel
- V8 5.7. LF9 Diesel

## Piąta generacja

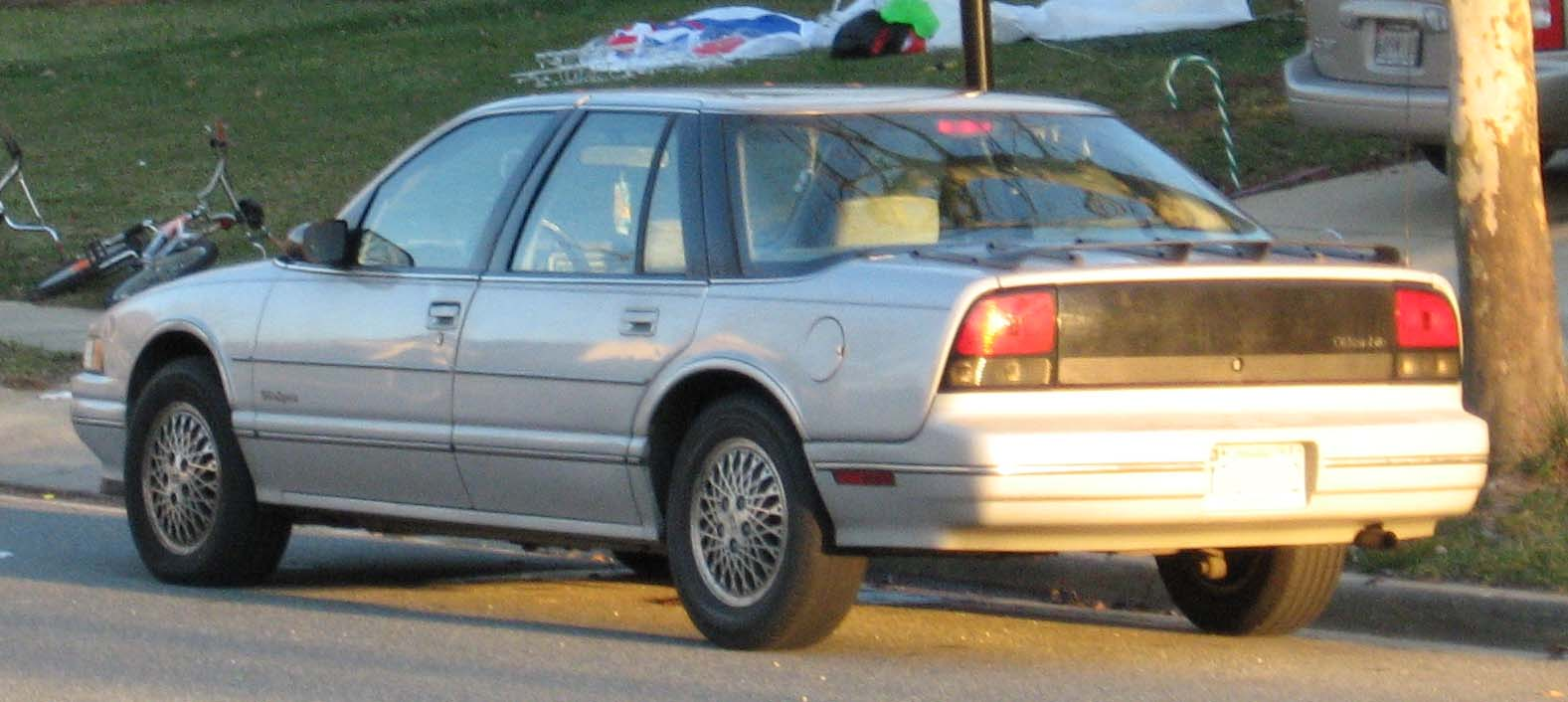
Oldsmobile Cutlass Supreme V - tył

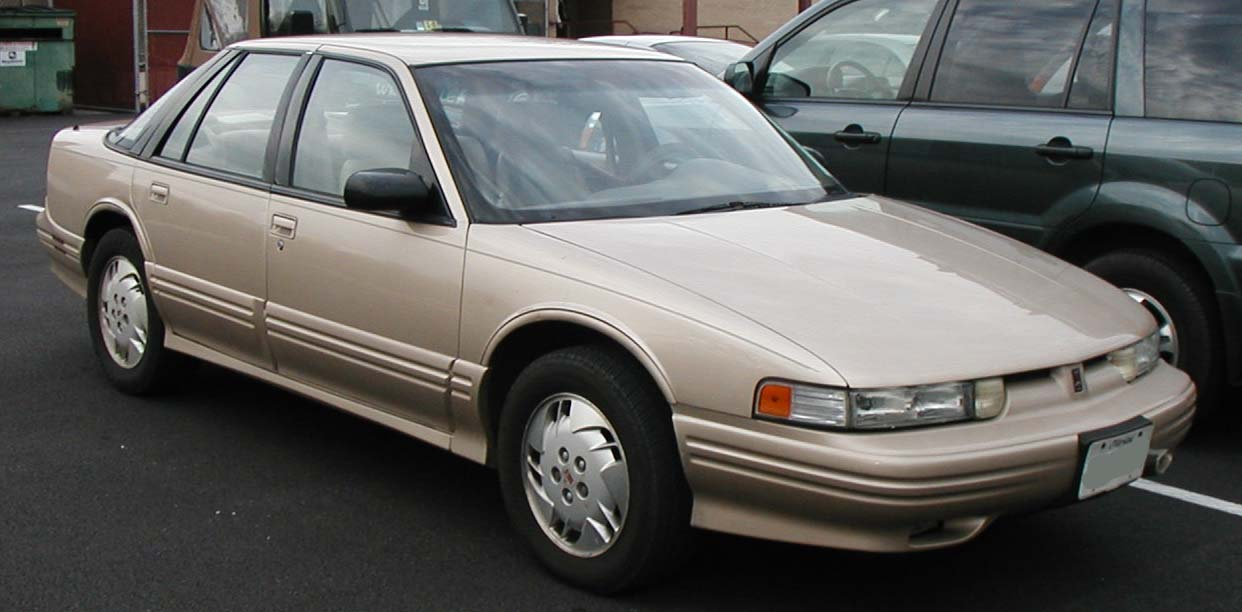
Oldsmobile Cutlass Supreme V po liftingu

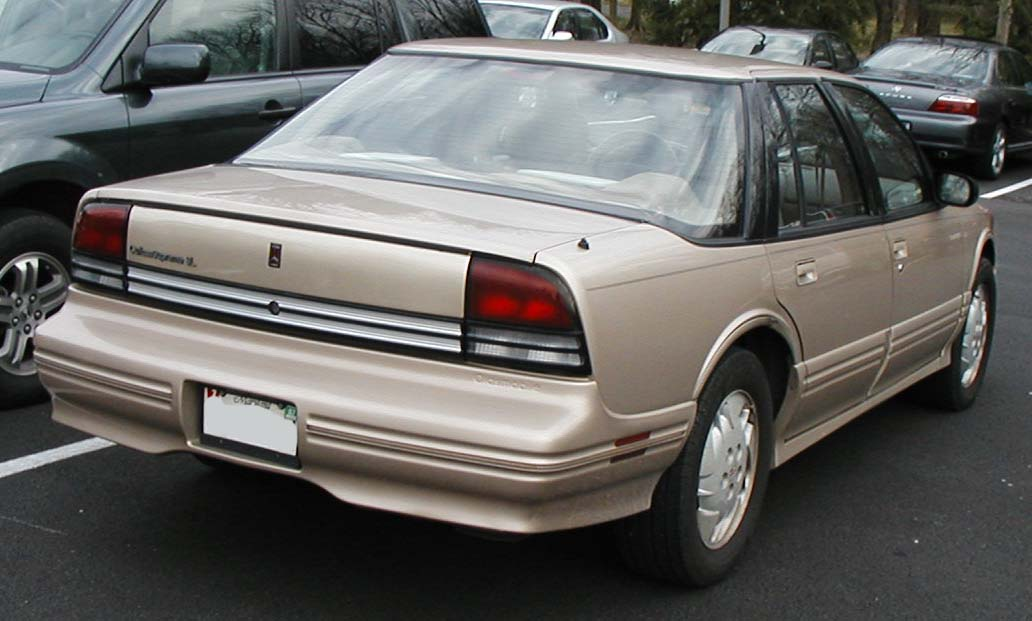
Oldsmobile Cutlass Supreme V - tył po liftingu

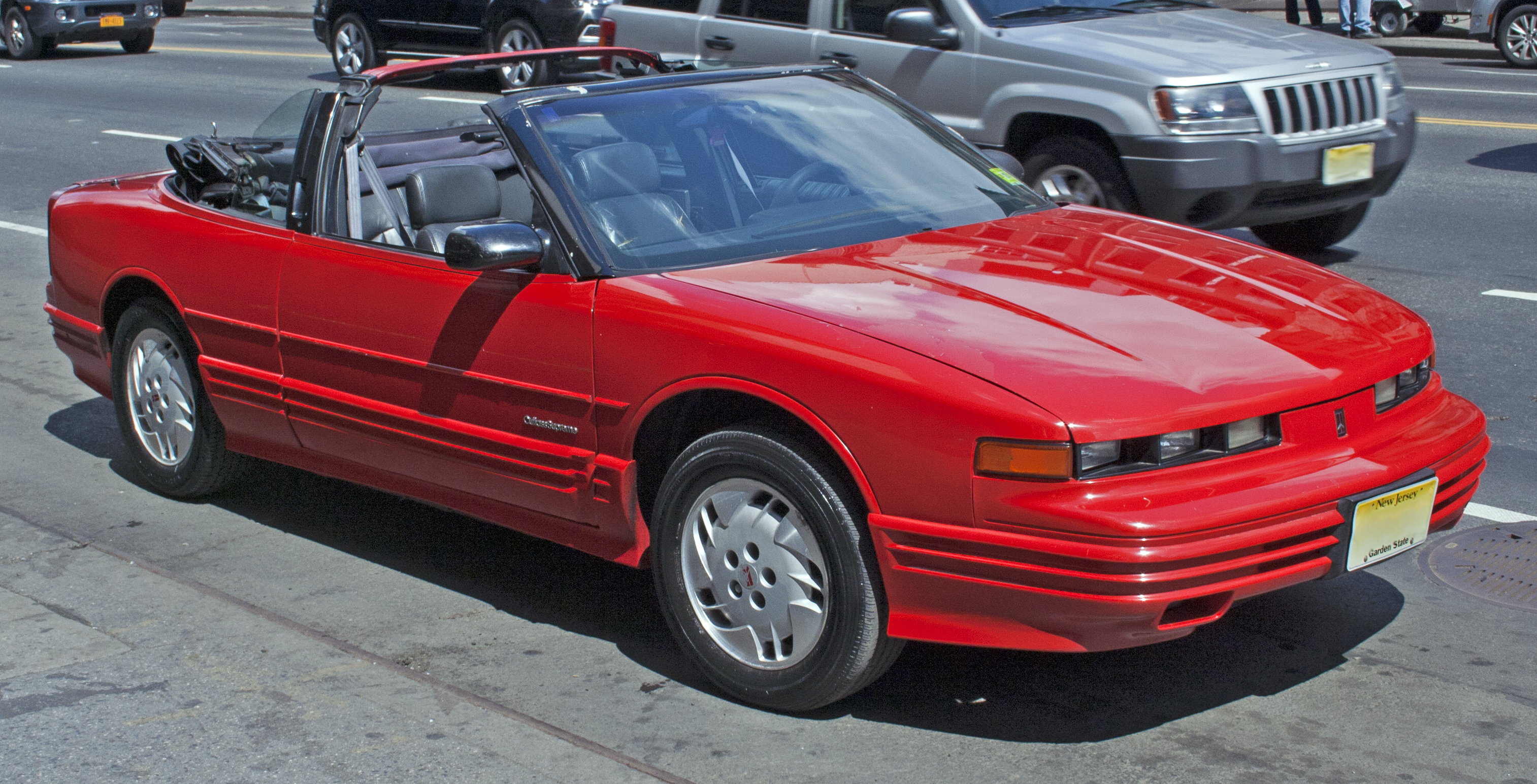
Oldsmobile Cutlass Supreme V Cabriolet

Oldsmobile Cutlass Supreme V został zaprezentowany po raz pierwszy w 1988 roku.
Opracowując piątą i ostatnią generację Cutlassa Supreme, Oldsmobile po raz pierwszy w historii tej linii modelowej przyjęło zupełnie nową koncepcję. Tym razem nie była to de facto lukssuowa wersja wyposażeniowa innego modelu, lecz samodzielny model zbudowany w ramach koncernu General Motors wspólnie z Buickiem, Chevroletem i Pontiakiem na platformie W-body.
Oldsmobile Cutlass Supreme V charakteryzował się futurystyczną sylwetką nadwozia, z nisko poprowadzoną maską, dużą powierzchnią szyb obejmujących słupki, a także charakterystycznym panelem między tylnymi lampami biegnącym przez całą szerokość nadwozia. Nietypowym rozwiązaniem było też umieszczenie klamki w słupkach w przypadku wariantu coupe.

### Lifting
W 1992 roku Cutlass Supreme przeszedł obszerną modernizację nadwozia, w ramach której zmienił się zarówno wygląd pasa przedniego i zderzaków, jak i tylnej części nadwozia. Zmienił się kształt lamp, a także wyposażenie standardowe.

### Koniec produkcji i następca
Po 9 latach rynkowej obecności, produkcja Oldsmobile Cutlass Supreme piątej generacji została zakończona w 1997 roku przez nowy model Intrigue, który zastąpił też linię modelową Cutlass Ciera.

### Silniki
- L4 2.3l Quad
- V6 2.8l LB6
- V6 3.1l LH0
- V6 3.4l LQ1